# Placoeme
Placoeme is een kevergeslacht uit de familie van de boktorren (Cerambycidae). De wetenschappelijke naam van het geslacht werd voor het eerst geldig gepubliceerd in 1964 door Chemsak & Linsley.

## Soorten
Placoeme omvat de volgende soorten:
- Placoeme vitticollis Chemsak & Linsley, 1964
- Placoeme wappesi Galileo & Martins, 2010